# تويسيت
 تويسيت (بالإنجليزية: TOUISSIT) هي جماعة قروية تابعة لإقليم جرادة ضمن الجهة الشرقية بالمغرب. بلغ مجموع عدد سكان  تويسيت حسب إحصاءات 2004 حوالي 3429 نسمة من بينهم 9 أجانب يعيشون في 716 أسرة.

## إحصاء عام
| السنة | عدد السكان | عدد الأسر | عدد الأجانب |
| ----- | ---------- | --------- | ----------- |
| 1994  | 4638       | 851       | °°°°        |
| 2004  | 3429       | 716       | 9           |